# Stone Cold (canción de Demi Lovato)
«Stone Cold» es una canción coescrita y grabada por Demi Lovato para su quinto álbum de estudio, Confident (2015). La canción fue escrita por Lovato con Laleh Pourkarim y Gustaf Thörn, con Pourkarim también como productora de la canción. Fue lanzado el 9 de octubre de 2015, a través Hollywood Records y Island Records como el primer y único sencillo promocional del álbum, una semana antes del lanzamiento del álbum.
«Stone Cold», trata sobre el dolor de ver a un ex, seguir adelante y ser feliz con otra persona. La canción incorpora pop e influencias del soul, y se centra en una melodía de piano, con una producción simplificada dirigido a destacar la voz de Lovato.
La canción fue recibida con críticas generalmente positivas y se comparó con el hit de 2011 "Skyscraper" también de Lovato y el trabajo de la cantante de soul británica Adele.

## Composición
«Stone Cold» es una canción pop con influencias de soul, balada sentimental con una duración de tres minutos y once segundos (3:11). Fue escrita por Lovato, Laleh Pourkarim y Gustaf Thorn. De acuerdo con la hoja de música digital, publicado por Kobalt Music Publishing America, Inc., Stone Cold fue compuesto originalmente en la tonalidad de Fa mayor con un tempo "moderadamente rápido" de aproximadamente 144 BPM. Lovato muestra un gran rango vocal en la canción, alternando entre versos la fuerza del canto y la entrega de otras líneas tales como "I'm happy for you" en voz baja, y se extiende a partir de una nota baja de F3 a una alta nota de G#5. Las características de la canción son un estilo de producción simplificado que se centra principalmente en el piano y la voz. La letra de la canción retrata el dolor de ver a un ex seguir adelante después de una ruptura y tratar de ser feliz por ellos una vez que encuentra la felicidad con otra persona. Lovato ha recibido elogios por su entrega "cruda" de contenido lírico de la canción, obteniendo comparaciones positivas a su propio himno de empoderamiento, "Skyscraper" (2011), y con la cantante británica Adele.

## Recepción

### Comentarios de la crítica
Maggie Malach de la revista Bustle escribió una reseña positiva de «Stone Cold» en la que elogió a Lovato y puso relieve en su "autenticidad y talento" en lugar de "confiar en el valor de la producción." Christina Garibaldi de MTV felicitó la voz de Lovato, afirmando que "ha alcanzado nuevas notas altas" en la canción, así como su entrega emocional.

## Vídeo musical
Un vídeo musical "en vivo en el estudio" la interpretación de la canción fue subida a la cuenta de Vevo de Lovato el 7 de octubre de 2015, para promocionar el lanzamiento del álbum.
El 19 de febrero, Lovato presentó un adelanto del vídeo oficial por medio de sus redes sociales, en el cual fue lanzado el 23 de febrero del 2016.
Al ver el vídeo se puede apreciar a Demi Lovato en las montañas rodeada de nieve, hasta llorando en la tina. Lovato logró transmitir todo el sufrimiento, dolor que lleva la canción «Stone Cold», ella demostró sus dotes como actriz, lo cual hace que quien lo vea pueda llegar a comprender el sentimiento que lleva dicha canción. El video en su primera semana obtuvo más de 15.6m de vistas en la plataforma de YouTube

## Presentaciones en vivo
Lovato estrenó la canción el 29 de septiembre de 2015, durante su actuación en el Highline Ballroom en Nueva York. El 17 de octubre de 2015, interpretó "Stone Cold", y un medley de "Cool for the Summer" y "Confident" en el programa Saturday Night Live durante la cuadragésima primera temporada. Además, Stone Cold fue parte del repertorio de Lovato en 106.1 Kiss FM Fall Ball el 14 de noviembre de 2015. El 11 de diciembre de 2015, Lovato interpretó la canción en los Billboard Women in Music 2015 evento realizado en la ciudad de Nueva York, donde fue honrada con el premio Rulebreaker Award. Lovato también incluyó la canción en su repertorio durante el Jingle Ball Tour 2015. El 10 de febrero de 2016, presentó por primera vez la canción como sencillo en el programa The Ellen DeGeneres Show

## Formatos
- Descarga digital

| N.º | Título       | Escritor(es)                                | Duración |  |
| 1.  | «Stone Cold» | Demi Lovato, Laleh Pourkarim y Gustaf Thörn | 3:11     |  |

## Posicionamiento en listas

### Semanales
| País           | Lista                          | Mejor posición |
| -------------- | ------------------------------ | -------------- |
| Bélgica (Fl)   | Ultratip                       | 27             |
| Canadá         | Canadian Digital Songs         | 47             |
| Estados Unidos | Bubbling Under Hot 100 Singles | 2              |
| Estados Unidos | Pop Songs                      | 36             |

### Certificaciones
| País           | Organismo certificador | Certificación | Ventas certificadas | Ref.   |
| -------------- | ---------------------- | ------------- | ------------------- | ------ |
| Dinamarca      | IFPI — Dinamarca       | Oro           | 45 000              | [ 20 ] |
| Estados Unidos | RIAA                   | Platino       | 1 000 000           | [ 21 ] |
| Noruega        | IFPI — Noruega         | Oro           | 30 000              | [ 22 ] |
| Portugal       | AFP                    | Oro           | 10 000              | [ 23 ] |
| Reino Unido    | BPI                    | Plata         | 200 000             | [ 24 ] |